# Championnat d'Autriche de football 2021-2022
 (juin 2021).
Navigation
Édition précédente Édition suivante
La saison 2021-2022 du championnat d'Autriche est la 110e saison de l'histoire de la compétition. Elle oppose les douze meilleurs clubs d'Autriche en une série de vingt deux journées, puis le championnat est scindé en deux. Lors de cette saison, le Red Bull Salzbourg défend son titre face à onze autres équipes dont un promu d'Erste Liga.
Quatre places qualificatives pour les compétitions européennes sont attribuées par le biais du championnat : une pour la phase de groupes de la Ligue des champions et une deuxième place pour le troisième tour de qualification, ainsi que deux places pour les tours de qualification de la Ligue Europa Conférence. La dernière place européenne est celle réservée au vainqueur de la ÖFB-Cup qui est qualificative pour la phase de qualification de la Ligue Europa.
Le Red Bull Salzbourg remporte son neuvième titre consécutif à l'issue de la 28e journée.

## Participants
| \| Austria Rapid Graz Salzbourg Mödling Wolfsberg Rheindorf Altach Ried Klagenfurt Linz Hartberg WSG Tirol \| Localisation des clubs engagés dans le championnat. |
| Austria Rapid Graz Salzbourg Mödling Wolfsberg Rheindorf Altach Ried Klagenfurt Linz Hartberg WSG Tirol                                                           |

Légende des couleurs
- Barrages de la Ligue des champions 2021-2022
- Deuxième tour de qualification de la Ligue des champions 2021-2022
- Barrages de la Ligue Europa 2021-2022
- Troisième tour de qualification  de la Ligue Europa Conférence 2021-2022
- Deuxième tour de qualification de la Ligue Europa Conférence 2021-2022
- Promu de Erste Liga

| Club                  | Se maintient depuis | Classement 2020-2021 | Entraîneur          | Depuis | Stade                    | Capacité théorique |
| --------------------- | ------------------- | -------------------- | ------------------- | ------ | ------------------------ | ------------------ |
| Red Bull Salzbourg    | 2005                | 1                    | Matthias Jaissle    | 2021   | Red Bull Arena           | 30 188             |
| Rapid Vienne          | 1911                | 2                    | Dietmar Kühbauer    | 2018   | Allianz Stadion          | 28 666             |
| Sturm Graz            | 1966                | 3                    | Christian Ilzer     | 2020   | Merkur-Arena             | 16 764             |
| LASK                  | 2017                | 4                    | Dominik Thalhammer  | 2020   | Raiffeisen Arena         | 06 009             |
| Wolfsberger AC        | 2012                | 5                    | Robin Dutt          | 2021   | Lavanttal-Arena          | 07 300             |
| WSG Tirol             | 2019                | 6                    | Thomas Silberberger | 2013   | Tivoli Stadion Tirol     | 16 008             |
| TSV Hartberg          | 2018                | 7                    | Markus Schopp       | 2018   | Profertil Arena Hartberg | 05 024             |
| Austria Vienne        | 1926                | 8                    | Manfred Schmid      | 2021   | Generali Arena           | 17 500             |
| SV Ried               | 2020                | 9                    | Andreas Heraf       | 2020   | Josko Arena              | 07 334             |
| Rheindorf Altach      | 2014                | 10                   | Damir Canadi        | 2020   | Cashpoint-Arena          | 08 500             |
| Admira Wacker Mödling | 2011                | 11                   | Andreas Herzog      | 2021   | BSFZ-Arena               | 07 010             |
| Austria Klagenfurt    | 2021                | 3 (D2)               | Peter Pacult        | 2020   | Wörthersee Stadion       | 30 000             |

## Compétition
Le classement est calculé avec le barème de points suivant : une victoire vaut trois points, le match nul un. La défaite ne rapporte aucun point.
Critères de départage :
1. plus grand nombre de points (avec avantage à l'équipe ayant vu ses points arrondis à l'unité inférieure avant le début de la deuxième phase) ;
2. plus grand nombre de points obtenus dans les matches disputés entre les équipes concernées ;
3. meilleure différence de buts dans les matches disputés entre les équipes concernées ;
4. plus grand nombre de buts marqués dans les matches disputés entre les équipes concernées ;
5. plus grand nombre de buts marqués à l’extérieur dans les matches disputés entre les équipes concernées ;
6. meilleure différence de buts générale ;
7. plus grand nombre de buts marqués ;
8. plus grand nombre de victoires ;
9. plus grand nombre de buts marqués à l'extérieur.

### Changement de format
Lors de la première phase les 12 équipes du championnat se rencontrent en match aller retour dans le cadre d'une poule unique. À l'issue de cette première phase le championnat est scindé en deux, les six premiers jouent pour le titre et les qualifications européennes en emportant la moitié des points acquis lors de la première phase.
Les six derniers de la première phase participent dans un autre championnat en emportant également la moitié des points, le dernier est relégué en fin de saison, le premier participe aux play offs avec le quatrième et le cinquième du groupe championnat pour une place en Ligue Europa.

### Première phase
| Rang | Équipe               | Pts | J  | G  | N | P  | Bp | Bc | Diff |
| ---- | -------------------- | --- | -- | -- | - | -- | -- | -- | ---- |
| 1    | Red Bull Salzbourg T | 51  | 22 | 17 | 4 | 1  | 50 | 13 | +37  |
| 2    | Sturm Graz           | 37  | 22 | 10 | 7 | 5  | 46 | 32 | +14  |
| 3    | Wolfsberger AC       | 37  | 22 | 11 | 4 | 7  | 34 | 32 | +2   |
| 4    | Austria Vienne       | 33  | 22 | 8  | 9 | 5  | 31 | 23 | +8   |
| 5    | Rapid Vienne         | 31  | 22 | 8  | 7 | 7  | 35 | 31 | +4   |
| 6    | Austria Klagenfurt P | 30  | 22 | 7  | 9 | 6  | 31 | 33 | -2   |
| 7    | SV Ried              | 29  | 22 | 7  | 8 | 7  | 31 | 41 | -10  |
| 8    | LASK                 | 25  | 22 | 6  | 7 | 9  | 28 | 29 | -1   |
| 9    | WSG Tirol            | 23  | 22 | 5  | 8 | 9  | 30 | 42 | -12  |
| 10   | TSV Hartberg         | 22  | 22 | 5  | 7 | 10 | 28 | 34 | -6   |
| 11   | Admira Wacker        | 20  | 22 | 4  | 8 | 10 | 25 | 31 | -6   |
| 12   | Rheindorf Altach     | 13  | 22 | 3  | 4 | 15 | 10 | 38 | -28  |

|  | 1er au 6e : qualification pour le groupe championnat                     |
|  | 7e au 14e : qualification pour le groupe relégation                      |
|  | T : Tenant du titre C : Vainqueur de la Coupe d'Autriche P : Promu de D2 |

### Matchs Première phase
| Résultats (▼dom., ►ext.) | AWM | AUS | ALT | LASK | RAP | RBS | KLA | STU | RIE | WOL | HAR | WSG |
| Admira Wacker            |     | 1-2 | 2-0 | 0-3  | 1-2 | 0-1 | 4-0 | 1-1 | 1-2 | 0-1 | 1-1 | 0-1 |
| Austria Vienne           | 2-2 |     | 0-0 | 2-3  | 1-1 | 0-1 | 1-1 | 2-1 | 4-1 | 1-0 | 2-0 | 1-1 |
| Rheindorf Altach         | 0-2 | 0-2 |     | 0-1  | 2-1 | 1-1 | 0-4 | 0-1 | 1-1 | 1-2 | 0-2 | 0-3 |
| LASK Linz                | 3-1 | 0-2 | 0-1 |      | 1-1 | 0-0 | 2-2 | 1-3 | 1-0 | 0-1 | 1-1 | 3-0 |
| Rapid Vienne             | 1-2 | 1-1 | 1-0 | 3-2  |     | 1-2 | 3-0 | 0-3 | 3-0 | 3-0 | 0-2 | 5-2 |
| RB Salzbourg             | 0-0 | 1-0 | 4-0 | 3-1  | 2-0 |     | 3-1 | 4-1 | 7-1 | 2-0 | 2-1 | 5-0 |
| Austria Klagenfurt       | 3-3 | 0-0 | 2-0 | 1-1  | 1-1 | 2-1 |     | 0-3 | 1-1 | 1-1 | 4-3 | 2-1 |
| Sturm Graz               | 1-1 | 2-2 | 3-1 | 3-3  | 2-2 | 1-3 | 2-1 |     | 1-0 | 0-3 | 3-0 | 5-0 |
| SV Ried                  | 2-1 | 2-1 | 2-1 | 1-0  | 2-2 | 2-2 | 1-1 | 2-2 |     | 3-3 | 1-0 | 3-2 |
| Wolfsberger AC           | 3-0 | 1-0 | 3-0 | 1-0  | 4-1 | 0-2 | 2-1 | 1-4 | 2-1 |     | 1-2 | 2-2 |
| TSV Hartberg             | 1-1 | 3-4 | 1-2 | 2-1  | 1-1 | 0-1 | 0-2 | 3-2 | 1-1 | 2-2 |     | 0-1 |
| WSG Tirol                | 1-1 | 1-1 | 0-0 | 1-1  | 0-2 | 1-3 | 0-1 | 2-2 | 4-2 | 5-1 | 2-2 |     |

### Deuxième phase

#### Groupe championnat
Les points obtenus durant la saison régulière sont divisés par deux (et arrondies à l'unité inférieure) avant le début de la deuxième phase.
| Rang | Équipe                 | Pts | J  | G  | N  | P  | Bp | Bc | Diff |
| ---- | ---------------------- | --- | -- | -- | -- | -- | -- | -- | ---- |
| 1    | Red Bull Salzbourg T C | 52  | 32 | 25 | 5  | 2  | 77 | 19 | +58  |
| 2    | Sturm Graz             | 37  | 32 | 17 | 8  | 7  | 62 | 46 | +16  |
| 3    | Austria Vienne         | 29  | 32 | 11 | 13 | 8  | 44 | 39 | +5   |
| 4    | Wolfsberger AC         | 28  | 32 | 14 | 5  | 13 | 47 | 51 | -4   |
| 5    | Rapid Vienne           | 25  | 32 | 10 | 11 | 12 | 48 | 45 | +3   |
| 6    | Austria Klagenfurt P   | 21  | 32 | 8  | 12 | 12 | 41 | 56 | -15  |

##### Matchs
| Résultats (▼dom., ►ext.) | AUS | RAP | KLA | STU | SAL | WOL |
| Austria Vienne           |     | 1-1 | 1-1 | 4-2 | 1-2 | 2-1 |
| Rapid Vienne             | 1-1 |     | 2-2 | 1-1 | 0-1 | 2-1 |
| Austria Klagenfurt       | 1-2 | 1-3 |     | 1-2 | 0-6 | 2-3 |
| Sturm Graz               | 1-0 | 2-1 | 3-1 |     | 2-1 | 1-4 |
| Red Bull Salzbourg       | 5-0 | 2-1 | 1-1 | 1-0 |     | 4-0 |
| Wolfsberger AC           | 1-1 | 2-1 | 1-2 | 0-2 | 1-4 |     |

#### Groupe relégation
Les points obtenus durant la saison régulière sont divisés par deux (et arrondies à l'unité inférieure) avant le début de la deuxième phase.
| Rang | Équipe           | Pts | J  | G  | N  | P  | Bp | Bc | Diff |
| ---- | ---------------- | --- | -- | -- | -- | -- | -- | -- | ---- |
| 7    | WSG Tirol        | 28  | 32 | 10 | 10 | 12 | 46 | 58 | -12  |
| 8    | LASK             | 26  | 32 | 9  | 12 | 11 | 44 | 42 | +2   |
| 9    | TSV Hartberg     | 22  | 32 | 7  | 12 | 13 | 43 | 47 | -4   |
| 10   | SV Ried          | 22  | 32 | 8  | 13 | 11 | 40 | 54 | -14  |
| 11   | Rheindorf Altach | 22  | 32 | 7  | 8  | 17 | 24 | 49 | -25  |
| 12   | Admira Wacker    | 21  | 32 | 6  | 13 | 13 | 36 | 46 | -10  |

##### Matchs
| Résultats (▼dom., ►ext.) | AWM | LASK | RIE | WSG | ALT | HAR |
| Admira Wacker            |     | 1-1  | 2-0 | 1-1 | 0-3 | 1-3 |
| LASK                     | 3-1 |      | 0-2 | 6-0 | 2-1 | 3-3 |
| SV Ried                  | 1-1 | 1-1  |     | 2-3 | 1-2 | 0-0 |
| WSG Tirol                | 0-0 | 4-0  | 2-0 |     | 0-3 | 4-2 |
| Rheindorf Altach         | 2-2 | 0-0  | 1-1 | 2-1 |     | 0-0 |
| TSV Hartberg             | 1-2 | 0-0  | 1-1 | 0-1 | 4-0 |     |

### Barrages européens
Les premier et deuxième du groupe relégation s'affrontent dans une demi-finale à tour unique. Le vainqueur joue une finale aller-retour contre le  5e du championnat pour déterminer le dernier participant à la Ligue Europa Conférence 2022-2023.

#### Demi-finale
|  | WSG Tirol | 2 - 1 | LASK |  |  |
|  |           |       |      |  |  |

#### Finale
|  | WSG Tirol | 1 - 2 | Rapid Vienne |  |  |
|  |           |       |              |  |  |

|  | Rapid Vienne | 2 - 0 | WSG Tirol |  |  |
|  |              |       |           |  |  |

- Le Rapid Vienne se qualifie pour la Ligue Europa Conférence 2022-2023.